# Tulsa Jansson
Tulsa Jansson, född 22 januari 1969 i Lund, är en svensk filosofisk praktiker. År 2011 grundade hon Svenska sällskapet för filosofisk praxis (SSFP).